# Dankow
Dankow – miasto w Rosji, w obwodzie lipieckim. W 2010 roku liczyło 21 064 mieszkańców.